# Cynorkis marojejyensis
Cynorkis marojejyensis är en orkidéart som beskrevs av Jean Marie Bosser. Cynorkis marojejyensis ingår i släktet Cynorkis, och familjen orkidéer. Inga underarter finns listade i Catalogue of Life.